# Ramon Di Clemente
Ramon Di Clemente, né le 2 mai 1975 à Johannesburg, est un rameur d'aviron sud-africain.
En deux sans barreur avec Donovan Cech, il est sixième aux Jeux olympiques d'été de 2000 à Sydney, puis médaillé de bronze aux Jeux olympiques d'été de 2004 à Athènes ; il est aussi cinquième aux Jeux olympiques d'été de 2008 à Pékin avec Shaun Keeling. Aux Championnats du monde d'aviron en deux sans barreur avec Donovan Cech, il est médaillé d'argent en 2002 et 2005 et médaillé de bronze en 2001 et 2003.

## Jeux Olympiques
- 2004 : Athènes,  Grèce
  - : Médaille de bronze aux Jeux Olympiques, deux de couple sans barreur

## Championnat du Monde
- 2001  : Lucerne,  Suisse
  - : Médaille de bronze aux Championnats du Monde, deux de couple sans barreur
- 2002  : Séville,  Espagne
  - : Médaille d'argent aux Championnats du Monde, deux de couple sans barreur
- 2003  : Milan,  Italie
  - : Médaille de bronze aux Championnats du Monde, deux de couple sans barreur
- 2005  : Kaizu,  Japon
  - : Médaille d'argent aux Championnats du Monde, deux de couple sans barreur